# デヴィッド・O・セルズニック
デヴィッド・O・セルズニック（David O. Selznick、1902年5月10日 - 1965年6月22日）は、アメリカ合衆国ペンシルベニア州ピッツバーグ出身の映画プロデューサー・脚本家。

## 略歴
父親のルイス・J・セルズニック（1870-1933）は、キエフに生まれ、イギリスを経て、アメリカへ移民。ピッツバーグで宝石商となり、1912年にユニヴァーサル映画に勝手に机を持ち込み、映画ビジネスを始めたとの逸話がある。デヴィッドの兄に大物エージェントのマイロン（1898-1944）がいる。叔父が同名だったので区別の為にミドルネーム風に「O」を追加したが、この文字には何の意味もないという。
コロンビア大学で学び、1923年に父親の会社が破産するまで映画の製作、配給、宣伝を学ぶ。1926年にメトロ・ゴールドウィン・メイヤーに入る。父親のルイスと仲が悪かったルイス・B・メイヤーは反対したが、興行面で差配を振るうマーカス・ロウ（ロウズ）の右腕だったニコラス・シェンク（Nicholas Schenck）が後押しした。ちなみにセルズニックはメイヤーの娘のアイリーン（1907-1990）と交際し後に結婚した。
撮影所でアーヴィング・タルバーグと衝突し、2年後にパラマウント映画に移る。ここでも総支配人のB・P・シュールバーグ（バッド・シュールバーグの父）と衝突。その3年後、今度はRKOに移り、『キング・コング』などを制作。タルバーグが病気療養中に義父のいるMGMに移籍する。この復帰劇はsun in row（son in law）と揶揄された。野心家で人の下につく事を好まず、1935年に独立。セルズニック・インターナショナル・ピクチャーズを設立した。アイリーンとは1948年に離婚したのち、1949年に女優のジェニファー・ジョーンズと再婚。
『スタア誕生』（'37）、『ゼンダ城の虜』（'37）の後、超大作の『風と共に去りぬ』（'39）とイギリスからヒッチコックを呼び撮らせた『レベッカ』（'40）で2年連続アカデミー作品賞を獲得した。
完璧主義者としても知られ、作品に関しては監督に委任する方針を取らず、『風と共に去りぬ』では、ジョージ・キューカーからヴィクター・フレミングへ交代させた上、サム・ウッドにも分担させた。ヒッチコックは『レベッカ』について「あのオスカー（アカデミー賞作品賞）はプロデューサーのセルズニックに与えられた賞だ」と述べたほどである。
うるさく口出しする方針が嫌われて、監督からも俳優からも疎んじられるようになり、契約を拒まれ、ろくに制作もできなくなるハメになった。最後には多額の負債を抱えて破産寸前にまでなり、精神科医にかかった事もあった。
妻であるジェニファー・ジョーンズとの関係は良好だった。ジョーンズは彼と結婚している間の1955年、『慕情』で主役を務めたが、共演者であるウィリアム・ホールデンのことを嫌い「夫が見たらどう思うか」と言っていたという。
セルズニックの能力は、映画の絵画的な美しさにおいて強く発揮されたという評価・逸話もある。
彼のプロデュース作品の短いテーマ曲は映画音楽の作曲家アルフレッド・ニューマンが担当した。オープニングではそのテーマ曲に乗せて社屋が映し出される。
1939年度のアービング・G・タルバーグ賞を受賞した。

## 主なプロデュース作品
- 南海の劫火 Bird of Paradise（1932）
- キング・コング King Kong（1933）
- 奇傑パンチョ Viva Villa!（1934）
- 男の世界 Manhattan Melodrama（1934）
- アンナ・カレニナ Anna Karenina（1935）
- 小公子 Little Lord Fauntleroy（1936）
- 沙漠の花園 The Garden of Allah（1936）
- スタア誕生 A Star Is Born（1937）
- ゼンダ城の虜 The Prisoner of Zenda（1937）
- 風と共に去りぬ Gone with the Wind（1939）
- レベッカ Rebecca（1940）
- 断崖 Suspicion（1941）
- 白い恐怖 Spellbound（1945）
- 白昼の決闘 Duel in the Sun（1946）（脚本も書く）
- パラダイン夫人の恋 The Paradine Case（1947）（脚本も書く）
- ジェニイの肖像 Portrait of Jennie（1948）
- 第三の男 The Third Man（1949）
- 終着駅 Stazione Termini（1953）
- 武器よさらば A Farewell to Arms（1957）